# شکاف دیرش
شکاف دیرش (انگلیسی: Duration gap) واژه‌ای است در حسابداری، که معمولاً توسط موسسات مالی-اقتصادی و بانکی مورد استفاده قرار گرفته و منظور از آن تفاوت در سررسید جریان نقدی (و نه تنها زمانی) دارایی‌ها (و بدهی) آنهاست. شکاف دیرش مقیاسی است برای اندازه‌گیری متأثر از تغییر در ریسک نرخ بهره. دیرش متفاوت دارایی‌ها در مقایسه با بدهی‌ها باعث عدم تطابق دارایی‌ها و بدهی از نظر زمانی-مبلغی است و بدین ترتیب شکاف دیرش بیان کننده چگونگی تطبیق پرداختی‌ها و دریافتی‌های بانک می‌باشد. عدم شکاف در دیرش سرمایه بانک، که شامل دارایی و بدهی هاست، بمعنای تطبیق زمانی پرداختی‌ها و دریافتی‌ها و مدیریت بهتر گردش وجوه نقد بانک است.
{\displaystyle Duration\ gap=duration\ of\ earning\ assets\ -\ duration\ of\ paying\ liabilities\ \times \ {\frac {paying\ liabilities}{earning\ assets}}}